# Gradenje
Gradenje – wieś w Słowenii, w gminie Šmarješke Toplice. W 2018 roku liczyła 55 mieszkańców.